# Rutgers Street Tunnel
De Rutgers Street Tunnel is een metrotunnel van de metro van New York. De tunnel ligt onder de East River vlak ten oosten van de Manhattan Bridge en verbindt Jay Street in Brooklyn met Rutgers Street in de wijk Two Bridges bij de Lower East Side van Manhattan.
De tunnel ligt op het zuidelijk eind van het traject van de Sixth Avenue Line. De tunnel begint na het metrostation East Broadway in Lower East Side en loopt van noord naar zuid onder Rutgers Street en vervolgens onder de East River naar Jay Street in de wijk DUMBO (Down Under the Manhattan Bridge Overpass) in Brooklyn met het station York Street. Hierna is de overgang naar de Culver Line. Ventilatieroosters van de tunnel zijn zichtbaar bij Jay Street in Brooklyn. Metrolijn F maakt gebruik van de tunnel die werd gegund in 1930, gebouwd tussen 1933 en 1936 en ingehuldigd op 9 april 1936.